# タガノエリザベート
タガノエリザベート（欧字名:Tagano Elisabeth、2007年2月7日 - 不明）は、日本の競走馬、繁殖牝馬。主な勝ち鞍は2009年のファンタジーステークス。
馬名の由来は、冠名＋人名。

## 経歴

### 競走馬時代
2009年8月30日、小倉競馬場4レースの2歳新馬戦でデビューし勝利。その後オープンで1戦した後、10月に格上挑戦でデイリー杯2歳ステークスに出走。後方2番手から上り最速の脚で追い込み6着に入った。次走のファンタジーステークスは最後方から直線一気の豪脚で前方集団をまとめて交わし、重賞初優勝を飾った。GI初挑戦となった年末の阪神ジュベナイルフィリーズも最後方からの追い込み勝負に出るが、アパパネから0.4秒差の6着に敗れた。
2010年は2月のすみれステークスより始動し5着。牝馬三冠はいずれも9着以下の大敗に終わった。その後も勝利を挙げられないまま、2012年2月に競走馬登録を抹消され引退した。

### 繁殖牝馬時代
競走馬引退後、新冠町のタガノファームで繁殖入りした。
2014年2月付で用途変更。功労馬繋養展示事業の対象にはなっておらず、その後の行方は不明。

## 競走成績
以下の内容は、JBISサーチおよびnetkeiba.comに基づく。
| 競走日     | 競馬場 | 競走名         | 格       | 距離（馬場）  | 頭 数 | 枠 番 | 馬 番 | オッズ （人気） | 着順 | タイム （上り3F） | 着差 | 騎手      | 斤量 [kg] | 1着馬（2着馬）       | 馬体重 [kg] |
| ---------- | ------ | -------------- | -------- | ------------- | ----- | ----- | ----- | --------------- | ---- | ----------------- | ---- | --------- | --------- | -------------------- | ----------- |
| 2009.08.30 | 小倉   | 2歳新馬        |          | 芝1200m（良） | 9     | 8     | 8     | 003.30（2人）   | 01着 | 01:09.5（34.2）   | -0.0 | 0国分恭介 | 51        | （スーパーレディー） | 500         |
| 0000.10.03 | 阪神   | ききょうS      | OP       | 芝1400m（良） | 16    | 8     | 16    | 003.80（2人）   | 05着 | R1:23.1（36.2）   | -0.7 | 0安藤勝己 | 54        | ダッシャーゴーゴー   | 494         |
| 0000.10.17 | 京都   | デイリー杯2歳S | JpnII    | 芝1600m（良） | 13    | 8     | 12    | 020.90（9人）   | 06着 | R1:34.3（33.8）   | -0.6 | 0安藤勝己 | 54        | リディル             | 486         |
| 0000.11.08 | 京都   | ファンタジーS  | JpnIII   | 芝1400m（良） | 16    | 5     | 10    | 022.40（8人）   | 01着 | 01:21.2（33.5）   | -0.1 | 0川田将雅 | 54        | （ベストクルーズ）   | 488         |
| 0000.12.13 | 阪神   | 阪神JF         | JpnI     | 芝1600m（良） | 18    | 4     | 8     | 006.90（3人）   | 06着 | 01:35.3（34.0）   | -0.4 | 0川田将雅 | 54        | アパパネ             | 484         |
| 2010.02.28 | 阪神   | すみれS        | OP       | 芝2200m（稍） | 8     | 7     | 7     | 005.20（4人）   | 05着 | R2:18.6（35.3）   | -0.4 | 0川田将雅 | 55        | レッドスパークル     | 490         |
| 0000.04.11 | 阪神   | 桜花賞         | GI       | 芝1600m（良） | 18    | 4     | 7     | 018.60（8人）   | 12着 | 01:34.2（34.6）   | -0.9 | 0川田将雅 | 55        | アパパネ             | 488         |
| 0000.05.23 | 東京   | 優駿牝馬       | GI       | 芝2400m（稍） | 18    | 5     | 10    | 086.9（15人）   | 09着 | R2:31.7（37.5）   | -1.8 | 0川田将雅 | 55        | アパパネ             | 472         |
| 0000.09.19 | 阪神   | ローズS        | GII      | 芝1800m（良） | 12    | 1     | 1     | 048.00（9人）   | 12着 | R1:47.1（34.7）   | -1.3 | 0川田将雅 | 54        | アニメイトバイオ     | 486         |
| 0000.10.17 | 京都   | 秋華賞         | GI       | 芝2000m（良） | 18    | 7     | 14    | 137.3（16人）   | 17着 | 01:59.7（34.9）   | -1.3 | 0小牧太   | 55        | アパパネ             | 490         |
| 0000.11.28 | 東京   | キャピタルS    | OP       | 芝1600m（良） | 18    | 2     | 4     | 056.1（10人）   | 07着 | 01:33.9（34.2）   | -0.7 | 0田辺裕信 | 53        | サンディエゴシチー   | 484         |
| 0000.12.19 | 小倉   | 愛知杯         | GIII     | 芝2000m（良） | 18    | 6     | 11    | 036.8（13人）   | 10着 | R2:00.6（35.4）   | -1.1 | 0丸山元気 | 52        | セラフィックロンプ   | 488         |
| 2011.07.17 | 京都   | 聖護院特別     | 1000万下 | 芝1800m（良） | 9     | 8     | 9     | 017.20（5人）   | 08着 | 01:48.2（33.8）   | -1.3 | 0北村友一 | 55        | シースナイプ         | 498         |

## 繁殖成績
|      | 生年   | 馬名         | 性 | 毛色   | 父               | 馬主     | 管理調教師     | 戦績                 | 出典  |
| ---- | ------ | ------------ | -- | ------ | ---------------- | -------- | -------------- | -------------------- | ----- |
| 初仔 | 2013年 | エディンバラ | 牝 | 黒鹿毛 | キングカメハメハ | 八木昌司 | 栗東・岡田稲男 | 4戦0勝（抹消、繁殖） | [ 5 ] |

## 血統表
| タガノエリザベートの血統          | タガノエリザベートの血統              | タガノエリザベートの血統            | （血統表の出典）                    | （血統表の出典）  |
| 父系                              | サンデーサイレンス系                  | サンデーサイレンス系                | サンデーサイレンス系                |                   |
| 父 スペシャルウィーク 黒鹿毛 1995 | 父の父*サンデーサイレンス 青鹿毛 1986 | Halo                                | Hail to Reason                      | Hail to Reason    |
| 父 スペシャルウィーク 黒鹿毛 1995 | 父の父*サンデーサイレンス 青鹿毛 1986 | Halo                                | Cosmah                              |                   |
| 父 スペシャルウィーク 黒鹿毛 1995 | 父の父*サンデーサイレンス 青鹿毛 1986 | Wishing Well                        | Understanding                       | Understanding     |
| 父 スペシャルウィーク 黒鹿毛 1995 | 父の父*サンデーサイレンス 青鹿毛 1986 | Wishing Well                        | Mountain Flower                     |                   |
| 父 スペシャルウィーク 黒鹿毛 1995 | 父の母キャンペンガール 鹿毛 1987      | マルゼンスキー                      | Nijinsky                            | Nijinsky          |
| 父 スペシャルウィーク 黒鹿毛 1995 | 父の母キャンペンガール 鹿毛 1987      | マルゼンスキー                      | *シル                               |                   |
| 父 スペシャルウィーク 黒鹿毛 1995 | 父の母キャンペンガール 鹿毛 1987      | レディーシラオキ                    | *セントクレスピン                   | *セントクレスピン |
| 父 スペシャルウィーク 黒鹿毛 1995 | 父の母キャンペンガール 鹿毛 1987      | レディーシラオキ                    | ミスアシヤガワ                      |                   |
| 母 ストレイキャット 鹿毛 1999     | 母の父Storm Cat 黒鹿毛 1983           | Storm Bird                          | Northern Dancer                     | Northern Dancer   |
| 母 ストレイキャット 鹿毛 1999     | 母の父Storm Cat 黒鹿毛 1983           | Storm Bird                          | South Ocean                         |                   |
| 母 ストレイキャット 鹿毛 1999     | 母の父Storm Cat 黒鹿毛 1983           | Terlingua                           | Secretariat                         | Secretariat       |
| 母 ストレイキャット 鹿毛 1999     | 母の父Storm Cat 黒鹿毛 1983           | Terlingua                           | Crimson Saint                       |                   |
| 母 ストレイキャット 鹿毛 1999     | 母の母*ローミンレイチェル 鹿毛 1990   | *マイニング                         | Mr. Prospector                      | Mr. Prospector    |
| 母 ストレイキャット 鹿毛 1999     | 母の母*ローミンレイチェル 鹿毛 1990   | *マイニング                         | I Pass                              |                   |
| 母 ストレイキャット 鹿毛 1999     | 母の母*ローミンレイチェル 鹿毛 1990   | One Smart Lady                      | Clever Trick                        | Clever Trick      |
| 母 ストレイキャット 鹿毛 1999     | 母の母*ローミンレイチェル 鹿毛 1990   | One Smart Lady                      | Pia's Lady                          |                   |
| 母系(F-No.)                       | ローミンレイチェル(USA)系(FN:2-b)     | ローミンレイチェル(USA)系(FN:2-b)   | ローミンレイチェル(USA)系(FN:2-b)   | [ § 2 ]           |
| 5代内の近親交配                   | Northern Dancer 5×4、Buckpasser 5×5   | Northern Dancer 5×4、Buckpasser 5×5 | Northern Dancer 5×4、Buckpasser 5×5 | [ § 3 ]           |
| 出典                              | 1. 2. 3.                              | 1. 2. 3.                            | 1. 2. 3.                            | 1. 2. 3.          |

- 半妹にキャットコイン（2015年クイーンカップ）、ワンブレスアウェイ（2019年愛知杯）、ロックディスタウン（2017年札幌2歳ステークス）。
- 叔父に2004年秋古馬三冠など重賞5勝のゼンノロブロイ。
- 祖母ローミンレイチェルはアメリカの競走馬で、米G1・バレリーナハンデキャップなど重賞3勝。